# Isabel Calvimontes
Isabel Calvimontes Trujillo (Chuquisaca, 19 novembre 1790 – Buenos Aires, 20 dicembre 1855) è stata una patriota argentina d'origine boliviana. Sostenne la Rivoluzione di maggio nella società bonaerense e prese parte al movimento di emancipazione coloniale argentina, nei primi anni di esso. Con altre donne diede vita all'associazione patriottica delle Patricias Argentinas.

## Biografia

### Famiglia e matrimonio
Isabel Calvimontes nacque in Alto Perù (Bolivia), figlia di José Calvimontes, procuratore presso il tribunale della Real Audiencia di Charcas (Sucre), e di Florencia Trujillo. Il 14 agosto 1804 sposò il giurista Pedro José Agrelo, che aveva stretto amicizia con suo padre all'Università di San Francisco Xavier. La coppia ebbe diversi figli, tra cui José Pedro Agrelo Calvimontes e il futuro colonnello Martín Avelino Agrelo Calvimontes. 

### Attività politica
Il fallimento della rivoluzione di Chuquisaca nel 1809 costrinse Agrelo ad abbandonare il suo incarico di subdelegato a Tupiza e a trasferirsi con la moglie nella natale Buenos Aires. Non ci volle molto perché si integrasse nei circoli della città a sostegno dell'indipendenza americana, e allo scoppio della Rivoluzione di maggio 1810, la coppia si unì subito al movimento patriottico.
Nel giugno 1811 Diego Saavedra, figlio di Cornelio, presidente della Giunta Grande, e Juan Pedro Aguirre partirono per gli Stati Uniti con la missione di acquistare armi e munizioni. A inizio 1812 conclusero con Miller & Wamborper un contratto d'acquisto di 1000 fucili e 350000 proiettili. Il 13 maggio giunsero con gli armamenti al porto della baia di Barragán a bordo della nave Liberty battente bandiera americana e, il 19 maggio, si ancorarono al largo del porto di Buenos Aires. Si sparse voce dell'approdo della nave e si seppe che la situazione economica del governo rivoluzionario, nonostante la conclusione del contratto, rendeva difficile l'acquisto.

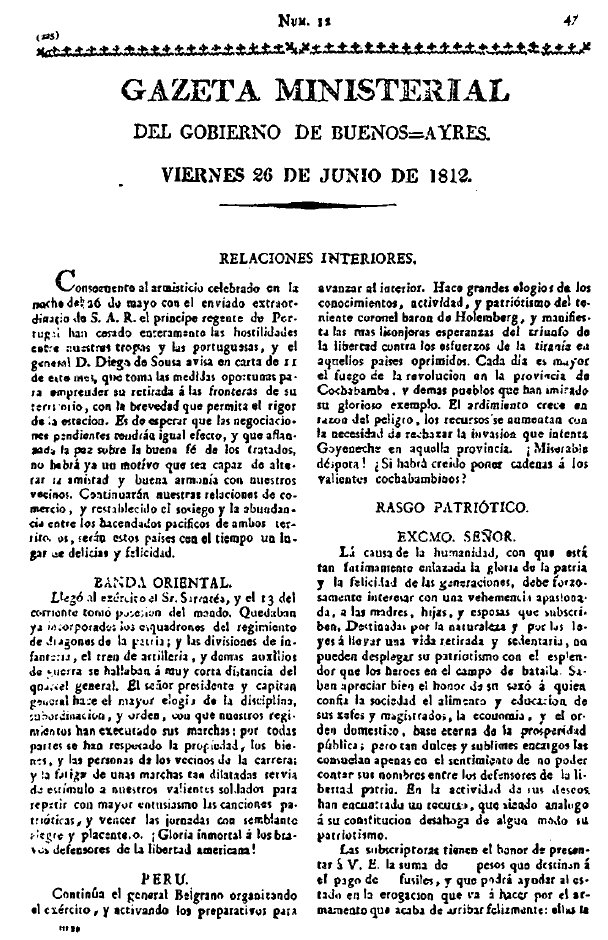
Pubblicazione della sottoscrizione nella Gazeta de Buenos-Ayres

Così, il 30 maggio 1812, quattordici donne dell'alta società di Buenos Aires si riunirono a casa di Tomasa de la Quintana. In seguito associate in una Sociedad Patriótica, queste patrizie donarono due once d'oro e l'equivalente di tredici fucili, chiedendo che ognuno dei fucili acquistati con i loro contributi recasse inciso il nome della donatrice.
La sottoscrizione fu annunciata il 26 giugno nella Gazeta de Buenos-Ayres, bollettino informativo della Giunta Grande, e rimarcata dalle parole «Yo armé el brazo de ese valiente que aseguró su gloria y nuestra libertad» («Io ho armato il braccio di questo valoroso che ha consolidato la sua gloria e la nostra libertà»); in calce alla pubblicazione il Primo triumvirato accettò la donazione, rendendo «i più sentiti ringraziamenti a nome del paese».
Le donatrici sono passate alla storia come Patricias Argentinas; tra di loro, a donare le due once d'oro fu Carmen de la Quintanilla de Alvear. 

### Esilio e morte
A causa della sua attività politica Pedro José Agrelo fu costretto nel 1817 all'esilio negli Stati Uniti, a cui seguì una prigionia sull'isola di Martín García e un nuovo esilio a Montevideo, dove fu ucciso il 23 luglio 1846. Isabel lo accompagnò e visse «a volte separata [da lui]; altre in esilio; in posizione sociale elevata o in miseria; accollatasi la famiglia, seppe far fronte alle avversità con rassegnazione e virtù».
Morì a Buenos Aires nel 1855.